# Elodie Chan
Elodie Chan est une romancière, metteuse en scène et contorsionniste française.

## Biographie

### Enfance et formation
Élodie Chan est d'origine chinoise, malgache, française et italienne. Après les classes d'hypokhâgne et khâgne au lycée Dumont d'Urville de Toulon, elle décide de se former à l'art de la contorsion. D'abord à Paris, à l'EACS avec Liu Wei Wei et Lin Yung Biau, puis en Chine, à la Beijing International Art School. Elle commence sa carrière de contorsionniste en 2012 et travaille ensuite pour l'opéra, le cirque,,, ou la danse, notamment sur le spectacle Pixel de la Cie Kafig - Mourad Merzouki qui donnera plus de 400 représentations à travers le monde.

### Carrière littéraire
Élodie Chan publie son premier roman pour adolescents/jeunes adultes en 2021, Et dans nos cœurs, un incendie, aux éditions Sarbacane. Cette romance raconte la rencontre entre la sulfureuse Isadora et le solitaire Tristan, sauvé par la première alors qu'il tentait de se suicider dans les toilettes du lycée. Le texte mélange prose, vers libres, textos ou encore extraits de réseaux sociaux. L'autrice aborde diverses thématiques telles que le harcèlement, les différences ou les conflits familiaux.
Son deuxième roman, Tous nos rêves ordinaires, toujours aux éditions Sarbacane, fait partie de la sélection 2023 du Prix Vendredi. Il nous plonge dans le quotidien d'adolescents issus d'une zone pavillonnaire modeste dans les années 2000. L'autrice interroge le regard que l'on pose sur les jeunes filles ainsi que les déterminismes familiaux et sociaux. Elle mêle de nouveau prose et poésie. « Tous façonnent leurs désirs, leur avenir, en tentant de faire face à leur présent et à des réalités parfois violentes… Ce récit, débordant de sensualité, est porté par une langue musicale raffinée » écrit Raphaële Botte, journaliste à Télérama. 
Élodie Chan publie cette même année un roman pour les 6-8 ans, Écoute la baleine chanter, à L’École des Loisirs, illustré par Anthony Martinez. Dans cette fable moderne et écologique, on suit les aventures de la mouette liseuse Frida et de ses amis, le macareux Lekni et le cacatoès pirate Carlos, mettant tout en œuvre pour sauver un baleineau, piégé dans un port.
En 2025 sort son quatrième Celle qui rêvait des tigres, conte féministe et poétique. L'autrice, à travers un univers onirique asiatique, y évoque la sororité, les violences engendrées par le patriarcat, autant envers les femmes que les hommes, la connexion au vivant, à l'animalité, à la nature. « Élodie Chan se sert de la littérature et du rêve pour dire ces violences, et montrer aussi comment la solidarité entre femmes et l’insoumission permettent de s’en relever » écrit Mahaut de Butler, journaliste à France Inter. Le roman, écrit en vers libres, est une succession de longs chants, convoquant ainsi les anciens mythes. On y vit la quête des origines de Kishiet sa sœur Nuna, la lutte de Waban pour échapper à son destin lié au volcan, les secrets des Oni Yama, puissantes sorcières capables de se métamorphoser en tigres.
Toujours en 2025, Élodie Chan publie à L’École des Loisirs Les Wouf ! Une puce à l'oreille d'un chien. C'est le premier tome d'une série de romans animaliers et musicaux, illustrés par Anthony Martinez, pour les lecteurs à partir de 6 ans. L'autrice nous y raconte les péripéties d'Ozzy, Pitt et Jimi, des musichiens intrépides formant le groupe des Wouf, toujours prêts à donner un coup de patte!

## Publications

### Romans adolescents/adultes
- Celle qui rêvait des tigres, éditions Sarbacane, 2025
- Tous nos rêves ordinaires, éditions Sarbacane, 2023
- Et dans nos cœurs, un incendie, éditions Sarbacane, 2021

### Romans juniors
- Les Wouf !, L’École des Loisirs, illustré par Anthony Martinez, 2025
- Écoute la baleine chanter, L’École des Loisirs, illustré par Anthony Martinez, 2023